# パシオス

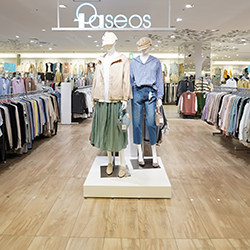
パシオス川崎ルフロン店

パシオス（英: PASEOS）は、株式会社田原屋（たわらや、英: TAWARAYA co., LTD.）が展開する衣料品専門店の名称。

## 概要
事業内容
株式会社田原屋は、婦人・紳士・子供のファッション衣料・服飾雑貨・肌着・リビング用品を扱う、店舗名「ファッションプラザ　パシオス」として関東・甲信・東海・近畿に184店舗（2025年3月末現在）を展開している「総合衣料専門チェーン店」である。
店舗コンセプト
出店場所は、郊外・駅前立地の単独店・食品スーパーとの共同出店・ショッピングセンターへのテナント出店など多岐にわたっている。店舗外装は、茶系の濃淡カラーに薄いブルーのガラスを組み合わせて自然と水を表現し、親しみやすい雰囲気の店舗づくりとなっている。
店舗内装は、ベージュ系カラーの床・壁・什器に、アクセントとしてボーダー・レジバックの壁・ディスプレイの壁などにホワイトを用いて、ナチュラルで過ごしやすい中にも清潔感とスッキリ感を意識した設計をしている。
経営理念
企業原点：すべてはお客様のためだけに
企業理念：一人ひとりを大切に
企業方針：オリジナルスタイルで「ときめき」を　クオリティーの追求で「うるおい」を

## 沿革
- 1879年（明治12年） - 現在の川崎市堀之内で綿糸商として創業。
- 1924年（大正13年） - 合名会社田原三蔵商店に改組。
- 1948年（昭和23年） - 株式会社田原屋創業。川崎駅前の銀柳街商店街にて衣料小売業をスタート。
- 1957年（昭和32年） - 川崎本店ビル完成。総合衣料大型店を開始。
- 1959年（昭和34年） - 総合衣料大型店の多店舗化を開始。
- 1984年（昭和59年） - 総合衣料中・小型店業態を開発。
- 1991年（平成3年） - 本部機能立ち上げ、全社にPOSシステム導入。
- 1992年（平成4年） - 総合衣料中・小型店のセントラルバイイング開始。物流センター稼働。
- 1996年（平成8年） - 本部機能の完成。
- 1997年（平成9年） - 新しい店舗名として「パシオス田原屋」と「パシオス」を導入。
- 2000年（平成12年） - ファッション衣料の中・小型店「パシオス」の多店舗化を開始。
- 2003年（平成15年） - 店舗数100店舗達成。
- 2004年（平成16年） - 店舗名をすべて「ファッションプラザ パシオス」に統一。
- 2008年（平成20年） - 浦和物流センター稼動開始。全社にオンラインPOSシステム導入。
- 2012年（平成24年） - 関西出店をスタート。
- 2013年（平成25年） - 本部を現在のソリッドスクエアへ移転。
- 2021年（令和3年） - ECサイトの立上げ。
- 2022年（令和4年） - 浦和から綾瀬へ物流センターを移設し稼働開始。

## オリジナルスタイル
- 《 Api（アピ）》 最新のヤングトレンドを取り入れたトレンドスタイル
- 《 SUFFUSE（サフューズ）》 程よくトレンドを取り入れた今風カジュアル
- 《 SPEEV（スピーブ）》 幅広いスポーツシーンで活躍できるアクティブスタイル
- 《 PEAQOM（ピーコム）》 洗練されたデザイン・機能のアウトドアスタイル
- 《 FOVL（フォブル）》 都会的なきれいめファッションのアーバンスタイル
- 《 LAVIMORE（ラビモア）》 洗練された大人服のおしゃれなミセス

## 展開店舗
店舗検索参照

### 過去に存在した店舗
- 茨城県
  - LALAガーデンつくば店（2022年10月16日閉店[1]）
- 栃木県
  - 宇都宮店（宇都宮市東宿郷2丁目2-1、1981年開店 - 2004年閉店[2]） 
    - 売場面積7,700m2、地上8階・地下1階建て[2]。JR宇都宮駅東口にあった。GMS店舗として開業したが、閉店時には売り場を縮小して営業[2]。パシオス鶴田店として移転[2]（2017年3月5日閉店[3]）。
    - 2006年2月に不動産賃貸業のビッグ・ビーが土地を取得・建設し[4]、2008年5月にオフィスビル「ビッグ・ビースクエア」が竣工している。
- 神奈川県
  - 浦賀店（2021年1月31日閉店[5]）
  - 平塚店
  - 平塚四之宮店（2022年8月18日閉店[6]）
  - 元住吉店（2019年7月21日閉店[7]）
- 東京都
  - ココリア多摩センター店（2024年3月17日閉店）
- 埼玉県
  - 秩父店（2022年6月26日閉店[8]）
  - 岩槻店（2023年12月8日閉店）
  - 南越谷店（2024年10月20日閉店）
- 千葉県
  - 千葉店→千葉EX店（2018年11月11日閉店[9]）
  - 八千代店（旧マルエイ八千代店　2009年12月27日閉店[10]）
  - モリシア津田沼店（2025年3月30日閉店）
- 茨城県
  - 赤塚店（フレスポ赤塚　2023年1月29日閉店）
- 群馬県
  - 沼田店（2022年9月25日閉店[11]）
  - 前橋リリカ店（2024年3月17日閉店）